# Misión del Mar 1ra. y 2da. Sección
Misión del Mar 1ra. y 2da. Sección är en ort i Mexiko.   Den ligger i kommunen Playas de Rosarito och delstaten Baja California, i den nordvästra delen av landet, 2 300 km nordväst om huvudstaden Mexico City. Misión del Mar 1ra. y 2da. Sección ligger 119 meter över havet och antalet invånare är 663.
Terrängen runt Misión del Mar 1ra. y 2da. Sección är kuperad åt nordost, men söderut är den platt. Havet är nära Misión del Mar 1ra. y 2da. Sección åt sydväst.  Närmaste större samhälle är Rosarito, 6,8 km norr om Misión del Mar 1ra. y 2da. Sección. Omgivningarna runt Misión del Mar 1ra. y 2da. Sección är i huvudsak ett öppet busklandskap.